# Achiridae
Los lenguados suelas (llamados en México suelas, en Cuba acedías, en Venezuela arrevés, etc.) son la familia Achiridae de peces incluida en el orden Pleuronectiformes, con especies tanto marinas como de río distribuidas exclusivamente por toda América. Su nombre procede del griego acheir -eiros (sin manos).
Aparecen por primera vez en el registro fósil en el Eoceno, durante el Terciario inferior.
Son carnívoros, se alimentan de peces e invertebrados bentónicos que cazan al acecho.

## Morfología
Los ojos los tienen en el lado derecho de la cabeza, muchas especies tienen el cuerpo redondeado a oval visto lateralmente incluyendo las aletas; la aleta dorsal se extiende hacia adelante en el cráneo hasta rodear el maxilar superior. Una característica que diferencia a esta familia de otras de peces planos es que el labio inferior del lateral sin ojos está internamente fortalecido por una pieza de cartílago, colocada lateralmente a la dentadura, la mitad superior libre por encima del margen dorsal de la dentadura; dicha pieza de cartílago, que es visible sólo mediante disección o con tinción de preparaciones, está también presente en otras familias de peces planos pero mucho menos desarrollado que los Acharidae.
El tamaño medio de las especies de esta familia es de unos 15 cm, siendo las especies de río de mayor tamaño que las marinas.

## Géneros y especies
Existen 33 especies agrupadas en 6 géneros:
- Género Achirus (Lacepède 1802)
  - Achirus achirus (Linnaeus, 1758) - Suela lucia, Arrevés o Panga raya.
  - Achirus declivis (Chabanaud, 1940)
  - Achirus klunzingeri (Steindachner, 1880) - Suela plomiza, Suela guardaboya o Lenguado.
  - Achirus lineatus (Linnaeus, 1758) - Suela pintada, Suela listada o Acedía rayada.
  - Achirus mazatlanus (Steindachner, 1869) - Sol, Suela arepita, Lenguadito, Lenguado redondo, Sol de Mazatlán o Tepalcate.
  - Achirus novoae (Cervigón, 1982) - Lenguado
  - Achirus scutum (Günther, 1862) - Suela listada, Comal, Sol listado o Guardaboya pintada.
  - Achirus zebrinus  (Clark, 1936) - Suela cebra.
- Género Apionichthys (Kaup 1858)
  - Apionichthys asphyxiatus (Jordan, 1889)
  - Apionichthys dumerili (Kaup, 1858) - Suela colalarga, Arrevés o Panga raya.
  - Apionichthys finis (Eigenmann, 1912) - Lenguado
  - Apionichthys menezesi (Ramos, 2003)
  - Apionichthys nattereri (Steindachner, 1876) - Lenguado
  - Apionichthys rosai (Ramos, 2003)
  - Apionichthys sauli (Ramos, 2003)
  - Apionichthys seripierriae (Ramos, 2003)
- Género Catathyridium (Chabanaud 1928)
  - Catathyridium garmani (Jordan, 1889) - Lenguado
  - Catathyridium grandirivi (Chabanaud, 1928)
  - Catathyridium jenynsii (Günther, 1862) - Lenguado
  - Catathyridium lorentzii (Weyenbergh, 1877) - Lenguado
- Género Gymnachirus (Kaup 1858)
  - Gymnachirus melas (Nichols, 1916) - Suela desnuda
  - Gymnachirus nudus (Kaup, 1858) - Suela fofa, Arrevés rayao o Acedía nudosa.
  - Gymnachirus texae (Gunter, 1936) - Suela texana
- Género Hypoclinemus (Chabanaud 1928)
  - Hypoclinemus mentalis (Günther, 1862) - Lenguado
- Género Trinectes (Rafinesque 1832)
  - Trinectes fimbriatus (Günther, 1862) - Suela redonda o Suela pintada.
  - Trinectes fluviatilis (Meek y Hildebrand, 1928) - Suela fluvial o Lenguado
  - Trinectes fonsecensis (Günther, 1862) - Suela rayada, Lenguado redondo o Guardaboya tapadera.
  - Trinectes inscriptus (Gosse, 1851) - Suela reticulada, Acedía reticulada, Arrevés pintado o Miracielo.
  - Trinectes maculatus (Bloch y Schneider, 1801) - Suela fortilla.
  - Trinectes microphthalmus (Chabanaud, 1928)
  - Trinectes opercularis (Nichols y Murphy, 1944) - Suela opérculo manchado.
  - Trinectes paulistanus (Miranda Ribeiro, 1915) - Suela chancieta, Suela carioca o Lengudado redondo.
  - Trinectes xanthurus (Walker y Bollinger, 2001)